# Yanjiao
Yanjiao léase Yan-Chiáo (en chino simplificado, 燕郊镇; pinyin, Yànjiāo zhèn) es un pueblo que se organiza como poblado del municipio de Sanhe bajo la administración directa de la ciudad-prefectura de Langfang. Se ubica en la provincia de Hebei, este de la República Popular China. Su área es de 108 km² y su población total para 2017 fue más de 350 mil habitantes.

## Administración
El poblado de Yanjiao se divide en 55 Aldeas .